# Avenida Meridiana

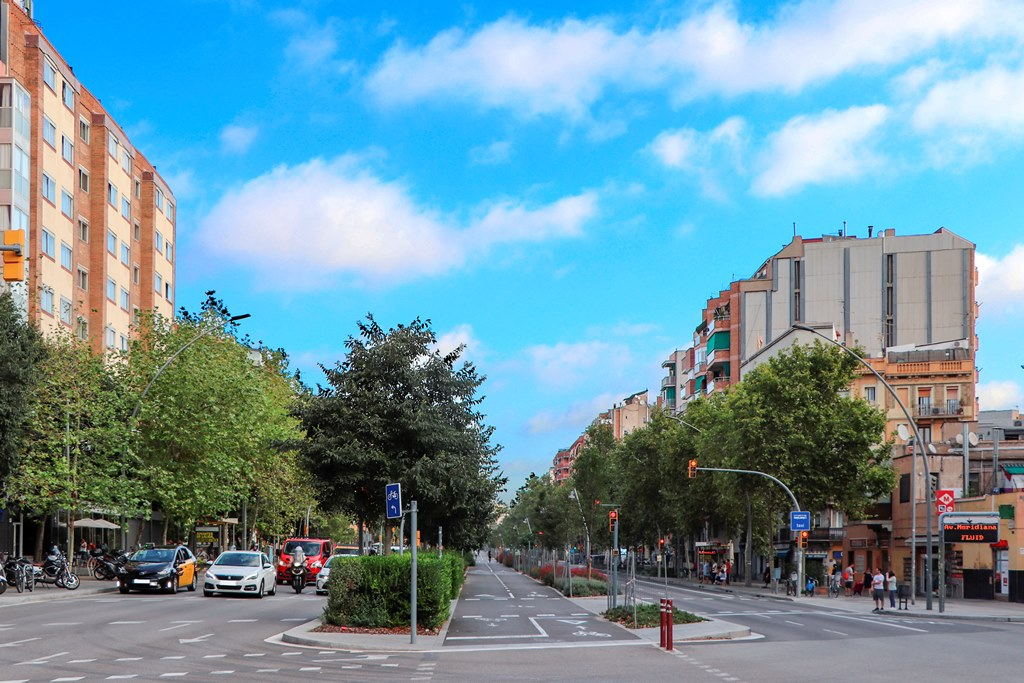
La Meridiana reurbanizada

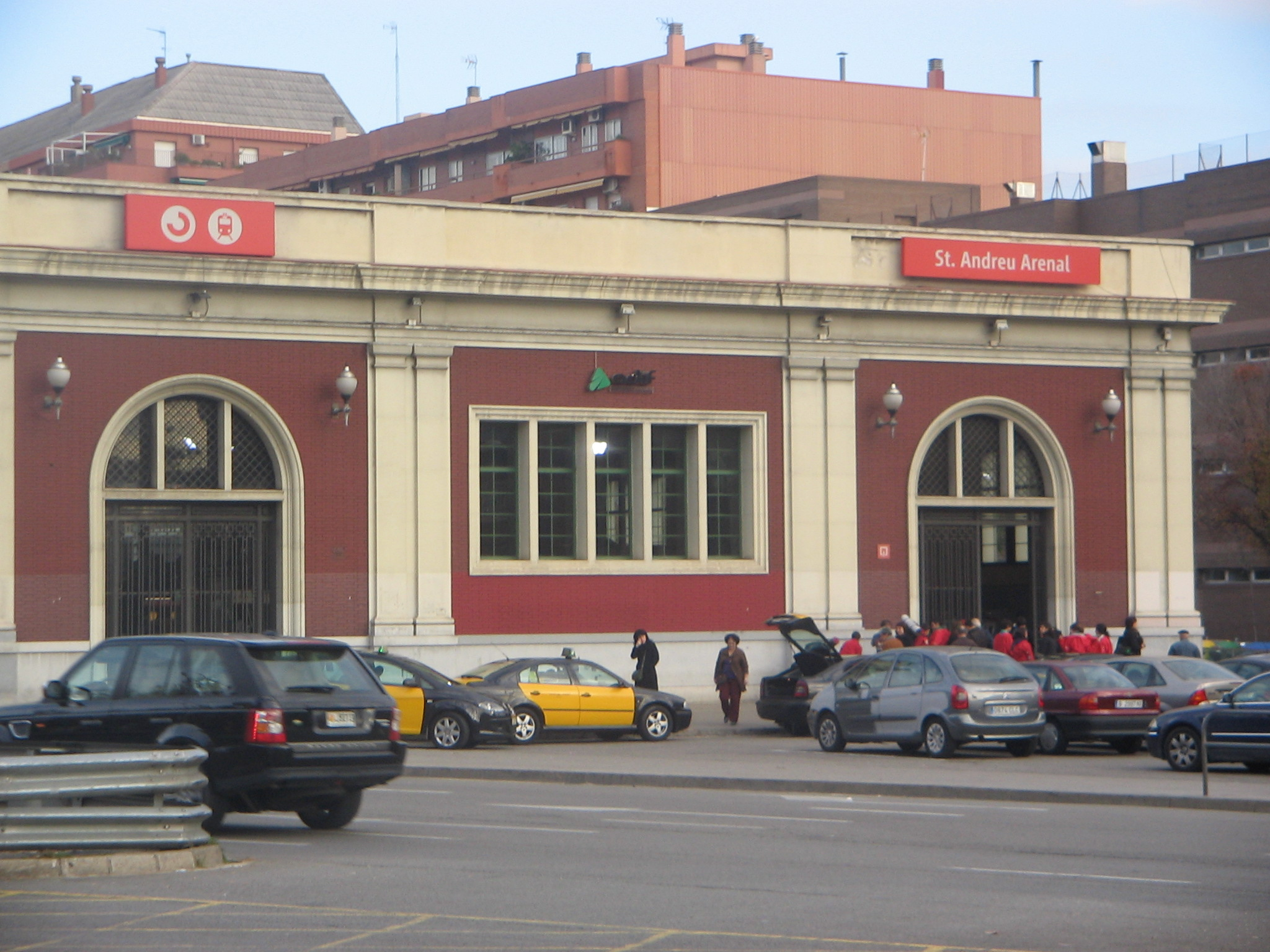
Estación de San Andrés Arenal en la avenida Meridiana.

La avenida Meridiana (en catalán y oficialmente Avinguda Meridiana) es una de las principales avenidas de Barcelona, España, que sirve para unir la ciudad con las autopistas C-33 y C-58 y la autovía C-17. Su nombre se debe a su ubicación, puesto que su tramo inicial coincide con el meridiano Dunquerque-Barcelona, que se utilizó en 1791 para definir la longitud del metro como la diezmillonésima parte de un cuarto del meridiano terrestre.

## Historia
La avenida fue una de las múltiples obras proyectadas por el Ingeniero de Caminos, Canales y Puertos Ildefonso Cerdá que contribuyeron a un cambio significativo de la organización y percepción del urbanismo en la ciudad condal. La obra fue proyectada en 1859 para ser una de las más importantes vías para cruzar la ciudad, y a pesar de no llegar a serlo exactamente, sí que logró ser una de las más transitadas al absorber los vehículos de la AP-7, también conocida como autopista del Mediterráneo, y dar salida hacia distintas autovías.
Posteriormente, se iniciaron las obras para la creación de una nueva línea de ferrocarril llamada Ferrocarril del Norte que aprovechó el trazado de la avenida. No fue hasta los años 60 que se terminaron de soterrar las líneas para dar paso a los vehículos y evitar la separación de los barrios. En esa misma década también destaca la construcción del edificio de viviendas Meridiana de los arquitectos Oriol Bohigas, Josep Martorell y David Mackay, del Grup R, dentro de la Escuela de Barcelona de una arquitectura definida como nuevo realismo en el contexto de la arquitectura catalana. En dicho edificio hay una buena resolución de la distribución interior y en el exterior se representa como una colmena de abejas.
En 1987 se escribió una de las páginas más negras de la historia de Meridiana y de la ciudad condal, tras sufrir uno de los atentados terroristas más graves sufridos en España, el atentado en el centro comercial Hipercor, con la muerte de 21 personas.
A mediados de 2006 empezaron las obras más importantes de la zona desde el soterramiento de la avenida. Con una inversión de 87,1 millones de euros empezaron la construcción del intercambiador de Sagrera. Esa obra, que mantuvo cortes de tránsito durante 22 meses en una de las principales vías de entrada y salida de la ciudad, fue proyectada para poder absorber el nuevo volumen de viajeros que pasarán por la estación de la Sagrera debido a la nueva Línea 9 de metro y la prolongación de la L4. Ambas pasarán por la estación de la Sagrera, convirtiéndose en uno de los principales nodos de conexión de la ciudad.
En 2011, empezaron las obras para construir un carril para bus y vehículos de alta ocupación (carril BUS-VAO), el cual desembocará en la Avenida Meridiana. Esto ha afectado y sigue afectando al extremo norte de la vía (donde empieza la C-33), en el cual hay cortes de tráfico durante las noches, cuando se puede aprovechar para trabajar más intensamente. El carril BUS-VAO se estima que finalice en la intersección de la Avenida Meridiana y el Paseo de Santa Coloma.
El último semáforo de la avenida Meridiana se encuentra a la altura de la Trinitat, y es un paso de peatones que enlaza los barrios de La Trinitat Nova y La Trinitat Vella. A esta altura es donde se realizan las obras antes mencionadas.

## Remodelación
En el año 2018 se inicia la transformación de la avenida Meridiana para pacificar el entorno y mejorar las conexiones transversales. En estas remodelaciones se eliminan un carril de circulación en cada sentido, de forma que en cada dirección hay dos y uno para buses y taxis. Se crean una mediana central con un carril bici segregado de doble sentido con hileras de árboles. Se amplían las aceras. En el tramo entre plaza de las Glorias y calle de Aragón hay una rambla central con vegetación, juegos infantiles y mobiliario urbano.